# Cá sặc ba chấm
Cá sặc ba chấm hay cá sặc cẩm thạch, cá sặc bướm (Danh pháp khoa học: Trichopodus trichopterus) là một loài cá nước ngọt trong họ Cá tai tượng Osphronemidae phân bố ở một số nước xung quanh lưu vực sông Mêkông.

## Đặc điểm

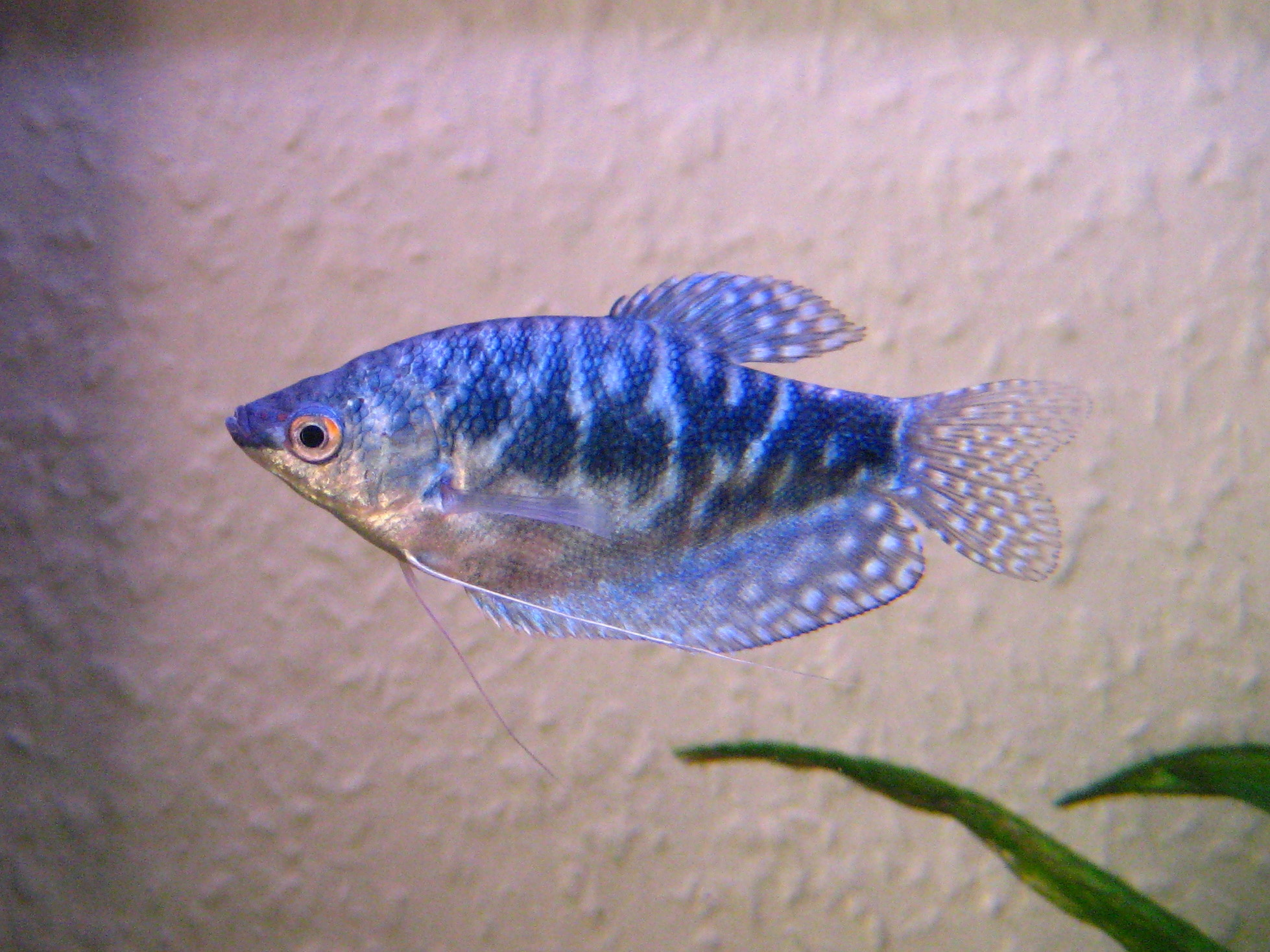
Cá sặc ba chấm đã lai tạo làm cá cảnh.

Cá sặc ba chấm trưởng thành dài trung bình 10 cm, có thể lên đến 15 cm. Chúng có thân mình dẹt mỏng, hơi thuôn hình bầu dục; thường có màu xám bạc với các vân tối nhẹ bao phủ cơ thể, nổi bật hai chấm đen lớn ở giữa thân và gốc đuôi; vây ngực dạng sợi đặc trưng của chi Cá sặc được sử dụng như một công cụ thăm dò môi trường xung quanh; vây lưng, vây đuôi và vây hậu môn có nhiều đốm nhỏ màu vàng trắng. Một vài cá thể được lai tạo để làm cá cảnh có thể có các vân đậm, to và rõ nét hơn, đôi khi che lấp các chấm lớn, giống hoa văn của đá cẩm thạch.
Cá được tìm thấy ở các vùng trũng ngập nước, hoặc nơi nước chảy chậm có nhiều thực vật thủy sinh của Lào, Thái Lan, Campuchia, Việt Nam và cả Trung Quốc (tỉnh Vân Nam). Nhờ có mê lộ (một cơ quan hô hấp phụ trong mang) mà cá có thể sinh sống ở những nơi nước tù đọng, nghèo oxy.
Cá là loài ăn tạp thiên về ăn thịt, thức ăn chính là mùn bã hữu cơ và các loại côn trùng, giáp xác, thân mềm nhỏ. Trong mùa sinh sản, cá đực sẽ làm tổ bọt, chăm sóc trứng và con non mới nở.
Cá sặc ba chấm chủ yếu được sử dụng làm cá cảnh do bản tính hiền hòa và dễ nuôi; và đã phổ biến ở nhiều quốc gia bằng con đường này. Chúng có ít giá trị ngư nghiệp.